# Emil Ettlinger
Emil Ettlinger (* 19. Dezember 1872 in Karlsruhe; † 12. September 1943 in England) war ein deutscher Bibliothekar.

## Leben
Ettlinger studierte Geschichte und Deutsche Philologie und wurde 1896 in Straßburg promoviert. 1898 begann er seine bibliothekarische Ausbildung als Volontär an der Landesbibliothek Karlsruhe, hier wurde er 1899 Hilfsarbeiter. 1901 ging er als freiwilliger Hilfsarbeiter an die Staatsbibliothek zu Berlin, wurde dort 1902 Volontär, 1903 Assistent und 1905 Hilfsbibliothekar. Im selben Jahr wurde er in Berlin beurlaubt und ging bis 1906 an die Staats- und Universitätsbibliothek nach Königsberg. 1908 wurde er Bibliotheksrat an der Universitätsbibliothek Göttingen, kehrte jedoch schon ein Jahr später wieder nach Königsberg zurück, wo er bis 1915 blieb. Von 1915 bis 1920 arbeitete Ettlinger dann an der Universitätsbibliothek Greifswald, anschließend an der Universitätsbibliothek Halle (Saale). Er galt nach nationalsozialistischer Definition als Jude und wurde Ende 1935 aufgrund der Ersten Verordnung zum Reichsbürgergesetz zwangsweise pensioniert. 1939 emigrierte er nach England.
Ettlinger war verheiratet mit Dora, geb. Beer. Sie hatten drei Kinder, die ebenfalls nach England emigrieren konnten: der Sohn Leopold David, der ein bekannter Kunsthistoriker wurde, Therese Eva, die in Croyton lebte, sowie Emmy Fanny, verheiratete Flesch, die in London lebte. Die drei Kinder stellten 1960 in Baden-Württemberg einen Antrag auf Wiedergutmachung.

## Schriften
- Der sog. Anonymus Mellicensis de scriptoribus ecclesiasticis. G. Braun, Karlsruhe 1896, OCLC 10141929 (Zugl.: Straßburg, Univ., Diss., 1896; lateinisch-deutsche textkritische Edition der Handschriften des Wolfger von Prüfening zugeschriebenen Werkes; eingeschränkte Vorschau in der Google-Buchsuche).
- Studien über die Urprovinzen von Handschriften der Großherzoglichen Hof- und Landesbibliothek zu Karlsruhe. In: Zentralblatt für Bibliothekswesen. Band 16 (1899), S. 437–469 (Digitalisat).
- Geschichte der Bibliothek von St. Peter im Schwarzwalde unter besonderer Berücksichtigung des Handschriftenbestandes. In: Zeitschrift für die Geschichte des Oberrheins. N.F. 15 (1900), 4, S. 611–641, urn:nbn:de:bsz:25-digilib-11832.
- Die ursprüngliche Herkunft der Handschriften, die aus Kloster, Bischöflichen und Ritterschafts-Bibliotheken nach Karlsruhe gelangt sind (= Die Handschriften der Grossherzoglich Badischen Hof- und Landesbibliothek in Karlsruhe / Großherzogliche Badische Hof- und Landesbibliothek. Beilagen. 3). Groos, Heidelberg 1901, OCLC 882475032. Neudruck mit bibliographischen Nachträgen bei Harrassowitz, Wiesbaden 1974, ISBN 3-447-01599-3.